# Coll de l'Arç (Navès)
|  | Aquest article tracta sobre la collada del municipi de Navès. Vegeu-ne altres significats a «Coll de l'Arç». |

El Coll de l'Arç és una collada del municipi de Navès, al Solsonès, situada a 1.081,3 metres d'altitud situada al nord del Serrat dels Sarrions.